# Modderrivier

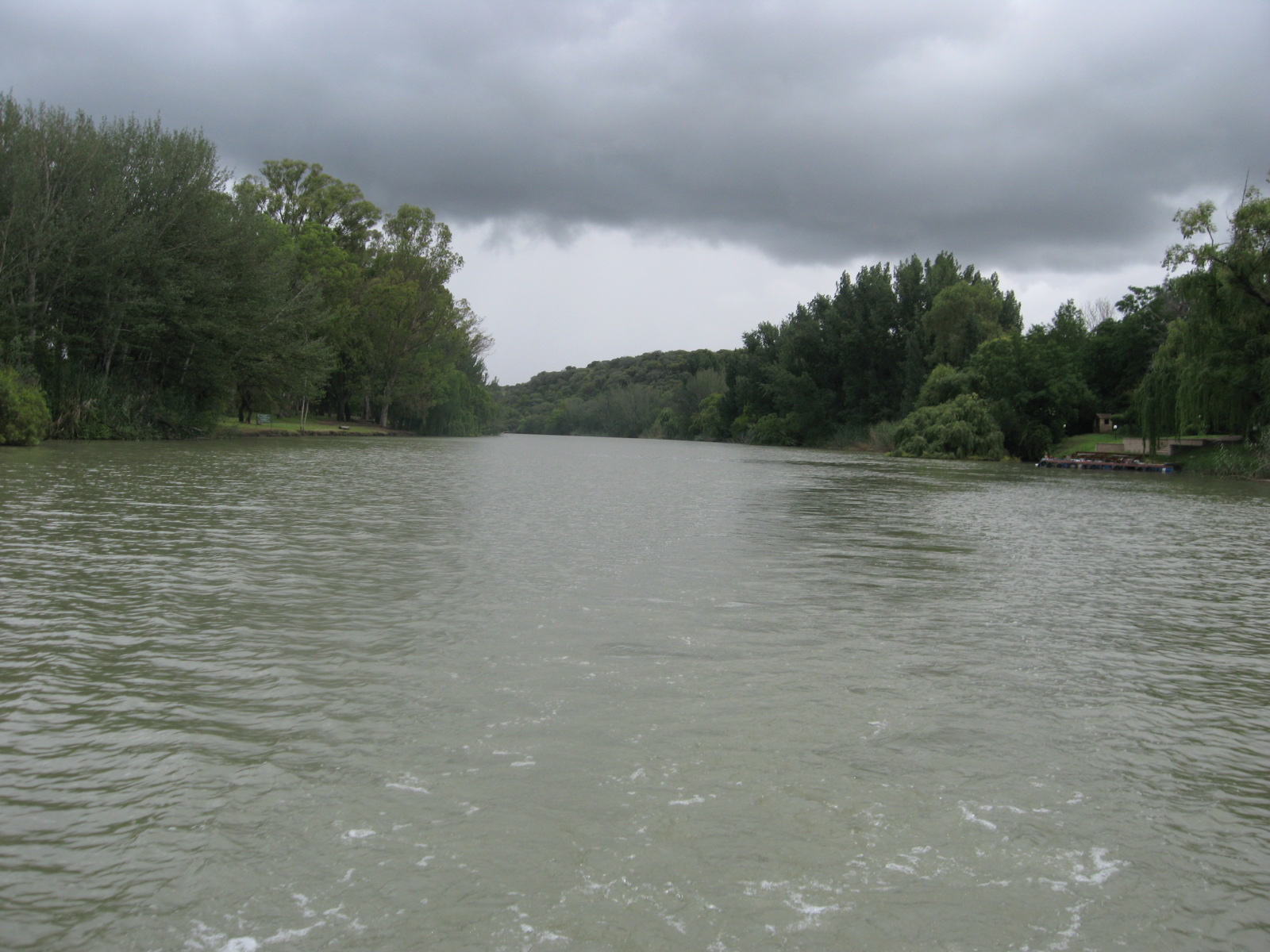
Modderrivier

De Modderrivier is een zijrivier van de Rietrivier in de Zuid-Afrikaanse provincie Vrystaat. De rivier ontspringt oostelijk van Dewetsdorp in de Vrystaat en stroomt dan noordelijk tot de Rustfonteindam. Voorbij Maselspoort kruist de rivier de N1 noordelijk van Bloemfontein en de hoofdspoorlijn tussen Johannesburg en Bloemfontein. Uiteindelijk stroomt de Modderrivier uit in de Rietrivier.